# Трифенілфосфаноксид
Трифені́лфосфа́нокси́д (англ. triphenylphosphine oxide) — органічна сполука фосфору.
Ця сполука зазвичай зустрічається в якості продукту реакцій трифенілфосфіну, але може також використовуватись як окисник у деяких реакціях.

## Отримання
Зазвичай трифенілфосфаноксид можна отримати в якості (стехіометричного) копродукту в деяких реакціях; найвідомішою є реакція Віттіга — взаємодія оксосполуки з фосфонієвим ілідом. Також він зустрічається серед продуктів інших реакцій, що використовують трифенілфосфін або його похідні: наприклад, у реакції Аппеля, реакції Штаудінгера, реакції Міцунобу.
Альтернативно трифенілфосфаноксид можна отримати шляхом окиснення трифенілфосфіну. Для цього підійдуть будь-які достатньо сильні окисники, наприклад, йод. Кисень повітря також окислює трифенілфосфін, тому останній завжди містить значну частку оксиду після тривалого зберігання.

## Властивості

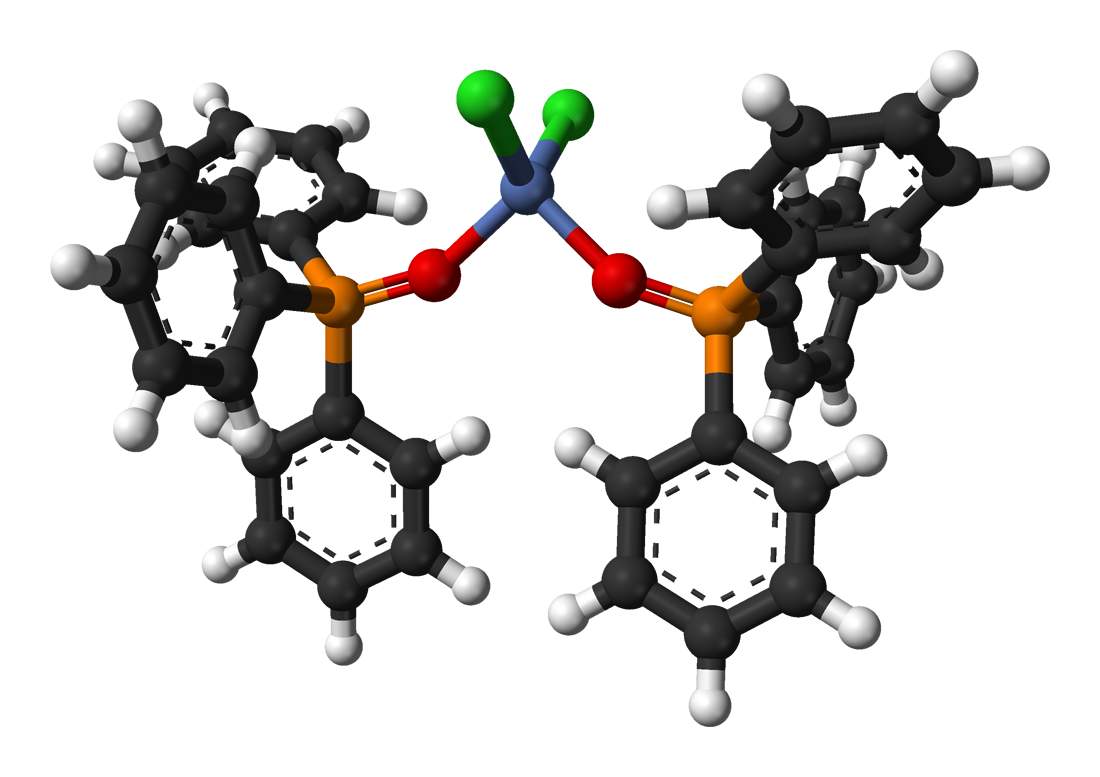
Будова NiCl_{2}(OPPh_{3})_{2}

Трифенілфосфаноксид погано розчиняється в воді, циклогексані, тетрахлорометані й ацетонітрилі . Однак він добре розчинний у дихлорметані, хлороформі та коротколанцюгових спиртах таких як метанол, етанол й н-пропанол.
Зв'язок P=O дуже поляризований й через велику різницю в енергіях орбіталей атомів має скоріше цвіттер-іонний характер, аніж характер подвійного зв'язку; подібний характер спостерігається також, наприклад, у диметилсульфоксиді, тому ці сполуки можна формально віднести до ілідів.
Трифенілфосфаноксид є хорошим лігандом у комплексах жорстких металів, наприклад, NiCl2(OPPh3)2.